# Покрајина Луго
Покрајина Луго (шп. Provincia de Lugo) је покрајина Шпаније у аутономној заједници Галисија. Главни град је Луго.